# 鋼の錬金術師
『鋼の錬金術師』（はがねのれんきんじゅつし、英題：FULL METAL ALCHEMIST）は、荒川弘による日本の漫画、およびそれを原作とした派生作品。『月刊少年ガンガン』（スクウェア・エニックス）において、2001年8月号から2010年7月号まで連載された。全108話。同年10月号には番外編が掲載された。略称は「ハガレン」。
2019年4月時点で国外累計発行部数は1640万部を、2021年7月時点で全世界シリーズ累計発行部数は8000万部をそれぞれ突破し、SQUARE ENIX発行のコミックスとしては最高記録となっている。
連載終了から7年後にあたる2017年6月12日更新分からガンガンONLINEにてリバイバル連載がスタートした。

## 概要
錬金術が存在する架空の世界を舞台としたファンタジー漫画（作品の帯などでは「ダーク・ファンタジー」であるとされる）。物語の世界は、19世紀の産業革命期のヨーロッパを題材にしている。ダーク・ファンタジーがテーマとなる漫画作品であるにもかかわらず、世界観などの雰囲気が暗くなりすぎないイベントシーンなどに評価が高く、エニックスお家騒動により主要作品を次々と失って低迷していた『月刊少年ガンガン』の売上・発行部数にも貢献し、連載終了後は月刊少年ガンガンの発行部数が大幅に急落するなど、反響が大きかった作品ともいえる。また、連載終了時点で『月刊少年ガンガン』の連載中作品の中では最長連載された作品である。
最終回が掲載された2010年7月号は、通常の2割増しの発行部数であったにもかかわらず完売（スクウェア・エニックス発表）したため、最終回が同年9月号にも再び掲載されるという異例の事態となった。また、最終巻の27巻は初版発行部数152万部を記録し、SQUARE ENIXのコミックとしては史上最高記録となった。
公式でもよく用いられる略称は「ハガレン」。また、英語版タイトルの「Fullmetal Alchemist」（2009年アニメシリーズの副題にもなっている）の頭文字を取って「FA」、「FMA」と呼ばれることもある。「Fullmetal」という語は和製英語であり、本来は「Full Metal」と分けて表記する。
内容
- 作者がリハビリセンターの交通整理のアルバイトをしていた時に得た義手の知識や、等価交換の概念などが、『鋼の錬金術師』の源流となっている[7]。
- 作中において、「死生観」や「人間の定義」が大きく取り上げられているが、これは作者自身が幼少のころから、動物の生き死にやクローン問題を見てきていることと、幼馴染が目の前で亡くなったことが大きいとインタビューで答えている[8]。

## あらすじ
幼少期から錬金術を学んでいた兄エドワード（エド）と弟アルフォンス（アル）のエルリック兄弟は、流行り病で亡くなった母を生き返らせるため、人体錬成という禁忌を犯す。しかし母の錬成には失敗し、「対価」としてエドは左足を、アルは全てを失うが、エドは自らの右腕を対価にアルの魂だけを取り戻す。その反動で「真理の扉」の前に飛ばされたエドは「『世界』『宇宙』あるいは『神』あるいは『真理』あるいは『全』あるいは『一』」と名乗る者に会う。
エドは右腕と左足を機械鎧で補い、アルは鎧を新たな体として生きることとなる。アメストリス国の「国家錬金術師」の資格を取ったエドは鋼の二つ名を与えられる。兄弟は「対価」として失った肉体を取り戻すため、錬金術の万能素材賢者の石を探して旅立つ。
旅の途中、焔の錬金術師の二つ名を持つ軍人ロイ・マスタング大佐や彼の部下たちに助けられ、またある時は錬金術師を狙う謎の男・傷の男（スカー）やホムンクルスのラスト、グラトニー、エンヴィーとの戦いを繰り広げることになる。そんな中、賢者の石について探っていたマスタング大佐の部下ヒューズ中佐が真相に気づき、しかし口封じにエンヴィーに殺害される。
やがてエドたちは賢者の石の研究者の研究資料を入手し解読するが、賢者の石の材料が大量の生きた人間であると知って愕然とし、肉体を取り戻すのに賢者の石は使わないと誓う。
他方、マスタング大佐はホムンクルスたちとの戦いを経て、大総統キング・ブラッドレイがホムンクルスだと気づき、軍そのものが陰謀に巻き込まれていると推測する。
エルリック兄弟はホムンクルスを作ったお父様に会い、恐ろしい陰謀が張り巡らされていることに気付く。アメストリス国の全体に密かに「国土錬成陣」が仕掛けられており、アメストリス国そのものを犠牲にする錬金術が、お父様やその手先であるブラッドレイによって長い時間をかけて準備され、後は決行日たる「約束の日」を待つばかりとなっていた。しかし兄弟より以前からお父様の陰謀を知り、その計画を阻止しようとする者たちもいた。行方不明だったエルリック兄弟の父ヴァン・ホーエンハイムと、その協力者たちである。エルリック兄弟、スカー、マスタング、オリヴィエ少将、皇位継承のため賢者の石を求めて東方から来た錬丹術師のリンやメイなどが手を組み、お父様を迎え撃つこととなる。
「約束の日」、お父様は人柱として「真理の扉」を見た錬金術師5人、エルリック兄弟、兄弟の師匠イズミ・カーティス、ホーエンハイム、マスタング大佐を集める。その後アメストリス全土を覆う皆既日食に合わせて国土錬成陣を発動させ、アメストリス国民全員の魂を犠牲に、お父様は神の力を手に入れる。ホーエンハイムたちによる錬丹術を用いた逆転の錬成陣により、アメストリス国民の魂は取り戻されたものの、お父様は神の力を手に入れたままで、それを維持するには賢者の石、すなわち生きた人間の魂を消費する必要があった。
お父様とエドたちの激しい戦いの最中、暴走を始めた神の力を抑え込むべくお父様は、身動きの取れなくなったエドへ迫る。それを見たアルは、自分の魂を対価にエドの失った右腕を再生させ、エドに反撃の力を与えた。そして神の力が不安定になっていたお父様との戦いの末、エドはお父様を撃破する。それらの戦いは、表向きはアメストリス軍上層部の暴走と言う形で決着した。そしてエドは最後の錬成を行い、自身の錬金術の能力（真理の扉）を対価に、アルの全てを取り戻す。
戦いが終わり、故郷に戻ったエルリック兄弟は、多くの犠牲者に報いるべく、新しい錬金術の在り方を模索すると決める。アルは錬丹術を学ぶため東方へ、エドはさらに錬金術を研究するため西方へ旅立った。

## 登場人物
- エドワード・エルリック
- アルフォンス・エルリック
- 鋼の錬金術師の主要な登場人物 - 主要人物とそれに関わる人物の解説。
- 鋼の錬金術師の登場人物一覧 - 登場人物たちの解説。

## 用語
登場する暦は、特別な記載が無い限りアメストリス国で使われている大陸暦である。

### 錬金術関連
錬金術
物語の世界において、発展した技術および学問。物質の構成や形を変えて別の物に作り変える技術とそれに伴う理論体系を扱う学問である。科学的であるかのような用語も登場するが、作者自身がコミックス1巻で「こんな錬金術があるかい」とコメントしている通り、現実における錬金術とは一部の用語が共通する以外は全く関係がなく、むしろ魔法に近い。
基本的にまず錬金術を行使するには錬成陣と呼ばれる魔法陣のような物が必要である。これにエネルギーを流すことによって術が発動する。魔法に近く万能に見える面もあるが、いくつか制限がある。その基本は等価交換であり、無から物質を作り出したり、性質の違う物を作り出すことは不可能。そのため、必ず原材料となる物が必要であり、その物質の構成元素や特性を理解し、物質を分解、そして再構築するという3つの段階を経て完了する。ただし、構築式に誤りがあったり、対価以上の物を錬成しようとすると失敗し、時にリバウンドと呼ばれる現象が起きる。リバウンドは全て術を行使した者に跳ね返る。
この仕組みは高度な理論に基づいており、学べば誰でも使えるという物ではない。さらに、仮に使えても術者の力量による面が大きく、高度な術式を使える者は多くない。盗作や乱用を防ぐために自らの研究成果を秘匿するのもその一因である（エドは旅行記風、マスタング大佐は女性の名前の暗号で研究成果を記録している）。
錬金術は地殻変動のエネルギーを利用しているが、実際には「お父様」がアメストリスの地下に張り巡らせた賢者の石が術者と地殻エネルギーの間にワンクッション挟まり、錬金術を制限している。このため、「お父様」の意思で錬金術の行使を封じることが可能である。
技術研究に限界は無いが、禁忌と呼ばれる研究分野や国家錬金術師に課せられる3つの禁止行為などがある（詳しくは「国家錬金術師」の項を参照）。
錬丹術
シン国で発展し、医療方面に特化した錬金術。研究自体は古来より存在していたが迷信に近く（現実世界における錬丹術に近い）、今日の発展は数百年前にシン国にやってきた、「西の賢者」が錬金術の技術を伝えることによってもたらされた。もともと同一の基礎理論から成り立っているため、等価交換の原則や錬成陣を必要とするなど、基本的に錬金術と同じである。ただし、その錬成の際に必要なエネルギー源は、大地や生物の内にある気の流れ（大地の場合には「龍脈」とも呼ばれる）を利用しているという点が大きく異なる。これを利用すると、アメストリスの錬金術には無い遠隔錬成も可能となる。ただし、気の流れが絶たれている場所では不可能であるうえ、錬金術と同様に失った腕などは復元できない。
錬金術とはエネルギー源が異なるため、「お父様」による錬金術封じの影響を受けない。
等価交換
錬金術における最も根本的な原理。特に「無から有は作れない（何かを得るには同等の代価が必要）」という点は錬金術にかかわらず思想信条として出てくる場合もあり、重要なテーマともなっている。大きく以下の2つに集約される。
質量保存の法則
原材料と錬成の生成物の質量は同じでなければならない。ゆえに無から有は作れない。
自然摂理の法則
原材料と錬成の生成物は同質の物質でなければならない。例えば、水から石を作り出すことはできない。ただし、作中では現実の化学元素も登場している一方、架空の「四大元素」や「三原質」なども理論体系として存在している。このため、例えばボタ石を金塊に錬成してしまうなども可能。

錬成陣
錬金術および錬丹術を行うために必要なサークルで、魔法陣に近い。円形が基本であり、これは力と時間の循環を示す。これに構築式を組み入れることで初めて錬成陣として機能する。
錬成陣は記号や文字が記述されていたり、あるいは複数の陣を組み合わせたものなど多種多様で、たとえ同じ効果を持つ陣であっても違いがある。
錬成陣は錬金術師たちのいわば研究成果であり、特に高度な錬金術師ほど、簡潔な錬成陣で複雑な錬成が可能。また錬成陣の用意も、使うたびに記述する者や、あらかじめ装具（手袋など）に描き込んでいる者、手や体に直接刻む者など様々である。
例外的にエルリック兄弟やイズミのように「真理」を見たことで、錬成陣を必要とせずに錬金術を発動できる場合もある（通称「手合わせ錬成」）。この場合、両手を胸の前で合わせる独特のモーションで術を発動させる。これは術師自身が構築式を兼ねており、合わせた手を円に見立てることで錬成陣を代価しているからである。なお賢者の石を使う場合には、石自体が莫大なエネルギーと構築式を内蔵しているため錬成陣が不要であり、かつ手を合わせるなどの動作も不要である。
「パーフェクトガイドブック」での作者インタビューによると、作者がかつてアシスタントを務めていた漫画家・衛藤ヒロユキの漫画作品『魔法陣グルグル』をベースにした部分が少なからず存在するという。
賢者の石
「等価交換」の原則などを無視した錬成が可能になる幻の術法増幅器。その形状は石（固体）とは限らず、「哲学者の石」「天上の石」「大エリクシル」「赤きティンクトゥラ」「第五実体」「鮮血の星」など、様々な別称が存在する（赤色なのは共通）。また本物は壊れることが無い完全な物質とされる。
基本的な設定は一般的な賢者の石の設定に準じている。
その正体は複数の生きた人間を対価に錬成される、魂が凝縮された高密度のエネルギー体。石その物に莫大なエネルギーと構築式が内包されているため、錬成陣はおろか代価すら必要とせずに錬金術を行使できる。さらに「真理の扉」を開ける際にも石を代価とすることで「通行料」を払う必要が無くなる。ただし、伝承と違い、どんなに魂が詰まっていても使用すればその分だけ内包される魂（エネルギー）は減り、最後には壊れてしまう。また、製法に通じた術者であれば錬金術を使って「壊す」ことも可能である。
錬成には円と五角形を組み合わせた錬成陣を用い、より大きな錬成陣を用いる際には単純に対価となる人間を円の中に入れるだけではなく、いくつかの交点で多くの人の死が必要となる。「血の紋」とは国土錬成陣におけるこの交点のことである。
過去にマルコーは賢者の石を作り、エンヴィーと対峙した際にはエンヴィーの石を破壊している。
人体錬成
人間（人体）またはその一部を錬成する錬金術。未だ成功例が無いと言われる錬金術であり、錬成そのものが禁忌として扱われている。国家錬金術師に課せられる制限「人を造るべからず」にも抵触する。
単に人体錬成といえば、死者の復活を目的として、人体を構成する元素や物質を基に錬成を行うことを指す。
エルリック兄弟は、亡くなった母親を生き返らせるため、人体錬成を行った。
錬金術において、人間は肉体・魂・精神の3つから成るとされており、これらを錬成できれば母胎に頼らず人間を生み出せるという理屈である。しかし、実際には構築式が複雑になるために研究自体が非常に高度であり、仮に一定の成果を得て人体錬成を行っても確実にリバウンドが起こる。リバウンドが起こると「真理の扉」に飛ばされ、「通行料」として術者の身体の一部ないし全部を奪われる（詳しくは真理の扉の項を参照）。ただし、肉体・魂・精神のうち、どれか1つだけなら錬成に成功した例がある。
存在しない物を錬成することは原理上不可能であり、そのため、すでに存在しない死者や身体の一部を錬成することは初めから不可能である。したがって、人体錬成はどのような構築式をもってしても錬金術の範囲をオーバーし、必ずリバウンドが発生する。逆に既存の物体を錬成することは可能であり、作中ではエドワードが自らを代価として、一度分解・再構築して人体錬成を成功させている（この場合も「真理の扉」には飛ばされ、「通行料」も必要である）。人造人間に関しては、「お父様」が錬成に成功している（詳しくはホムンクルスの項を参照）。
エルリック兄弟の目的であるが、人体錬成は不可能であると知った後は身体を錬成するのではなく、「真理の扉」にて全身を奪い取られ、残されているアルフォンスの身体を引っ張り出す方向に研究を変えた。
ホムンクルス
錬金術によって生み出された人造人間。作中では「人造人間」に「ホムンクルス」とルビが振られている。現実の錬金術におけるホムンクルスの設定も登場するが、作中に登場する七つの大罪を冠した名を持つホムンクルスたちはこの作品オリジナルの設定であり、ここではそれについて説明する。
傲慢（プライド）、色欲（ラスト）、暴食（グラトニー）、嫉妬（エンヴィー）、強欲（グリード）、怠惰（スロウス）、憤怒（ラース）の7名からなり、これらは「お父様」から生み出される賢者の石を核とする存在である。身体のどこかにウロボロスの印があるのが特徴。「お父様」の計画のため、アメストリス国内を暗躍し、エドワードたちと戦うこととなる。
生まれてからすでに完成した人格や豊富な知識を備えているうえ、それぞれの名（業）に関係する性格、行動原理を持つ。個々によって程度の差はあるが、人間を愚かな存在と軽蔑し、ホムンクルスを人間よりも優れた存在と見なす。「お父様」に対して、愛情を持ち忠誠心も高いが、グリードのように与えられた業に忠実であるがために離反する場合もある。
身体的特徴として「賢者の石」に内包された魂の数だけ命があり、大小問わず外傷を受けても瞬時に復元され、致命傷を受け死亡したとしても魂のストックの分だけ再生する。これとは別に、エンヴィーやプライドは「賢者の石」を直に破壊された場合、本来の姿になる。命を限界まで使い果たした場合でも、可能なら魂のストックを補充することで元の姿に戻ることができる。しかし、賢者の石を使い果たして完全に殺されてしまうと復活することはできない。また、先述のように身体のどこかにウロボロスの印を持っており、（人間ベースではない場合に）電子回路基板のプリントパターンのような模様が伸びている。黒を基調とした服装も肉体の一部であり、身体と同じく傷つくと再生する。
ホムンクルスの成り立ちは2タイプあり、基本的には「お父様」が自らの体内で造り出す。もう1つは「賢者の石」を生身の人間に注入する方法で、作中では「人間ベースのホムンクルス」と呼ばれる。人間ベースの場合、固有能力は問題なく備えているが、石を注入される際に起こる拒絶反応に耐えられなければ死んでしまう。また、体にウロボロスの印はあるが、電子回路基板のような模様は無い。作中ではラースを注入されたブラッドレイと、グリードを注入されたリンの2人がいるが、ブラッドレイの場合は魂が1つになるまで拒絶反応に耐えた結果、リンの場合はグリードとの共存した結果であって、同じ人間ベースでもまた性質が異なる（詳しくはキング・ブラッドレイやグリードの項を参照のこと）。
シン国の者たちは気の流れを読むことができるため、その身にいくつもの魂を内包しているホムンクルスを判別することができる。また、動物もホムンクルスたちが他の人間と違うことを感じ取れるようである。
生体錬成
生体を対象とする錬金術、あるいはその分野。人体錬成や合成獣の作成が含まれるが、医療目的の部分的な錬成（つまり治療）については「人を造るべからず」には抵触せず、「医療錬金術」として区別される。この錬成においては真理の扉も開くことは無く、これは人体に似せた構造の錬成を行っても同じである。錬金術の中でも特に高度な分野とされる。優れた術師であれば四肢の移植さえも可能となる。
合成獣（キメラ）
生体錬成によって2種類以上の生物が合成された生物。錬金術の分野では合成獣理論などと呼ばれることがある。動物と動物を合成する場合には問題無いが、人間と動物を合成する場合には「人を造るべからず」に違反する。
アメストリス国軍下では密かに人間と動物の合成獣が研究されており、一定の成果を得ている。特に普段は人の形を取り、戦闘の際などに獣の特徴を強く出した姿へ変身するタイプがおり、中央軍内において極秘裏に部隊が構成されている。

### アメストリス国
国家錬金術師
アメストリスの国家資格、およびその資格を持つ錬金術師。国より多大な支援を受けることが可能となるが、様々な義務も負う。資格収得者の総計は200人ほどだが、後述する理由により、現在も資格を保有している者はずっと少ないと思われる。
大総統府直属の機関によって管理され、その地位は軍部の少佐にも相当（厳密には大尉と同じ権限）する。国家錬金術師になれば、その証である二つ名と銀時計（大総統紋章に六芒星をあしらったもの。身分証明になり、各種特権を享受する際にも必要）が与えられ、以下のような様々な特権を国家より与えられる。
- 年間数千万センズの研究費の支給
- 各種、特殊文献の閲覧許可
- 鉄道や国が経営するホテルなどの国家施設を優先的に利用が可能
- 軍部少佐相当官の地位
（国家錬金術師であることとは別に軍に所属しており、中佐以上の地位を得ていれば、この限りではない）

ただし、国家錬金術師資格試験という厳しい試験（筆記・精神鑑定・実技）を合格しなければ得られない超難関の資格であり、さらに合格しても1年毎の査定（研究成果のレポートと実技。軍に所属するものは日々の軍務・戦功などを評価）に合格しなければ資格を剥奪されるという厳しい内容である。さらに以下のような三大制限が課せられる。
人を造るべからず
一般に禁忌に準じた項目と認識されているが、本当の理由は戦闘に優れた人間を造り出すことで私設軍隊を持ち、国を脅かさないようにするため。軍部で密かに研究され、特に人と獣の合成獣において一定の成果を得ている。「不死の軍団」の研究も進められていた。
金を造るべからず
貨幣価値の暴落によるインフレなど、経済混乱を引き起こさないようにするため。金だけではなく、貴金属も含まれる。その性質上、一般の錬金術師も禁止されていると思われている。
軍に忠誠を誓うべし
実質的な軍属となるため。非常事態には軍に召集され、人間兵器として戦場に立つという義務も含まれる。イシュヴァール内戦への参加後に資格を返上した者もいる。
また、必然的にその研究は軍のために使われるので、錬金術師の指針である「錬金術師よ大衆のためにあれ」に反し、一般人には「軍の狗」と蔑まれることが多い。
国、ひいては軍部にとって有益な錬金術師を確保するため、ブラッドレイによって創設される。しかし、本当の目的はホムンクルスたちの目的のために優秀な錬金術師を把握しておくことにあり、その最終選定はプライドとブラッドレイの相談によって決まる。
軍部（アメストリス国軍）
アメストリスの軍隊。アメストリスは軍部が議会・裁判所を掌握した軍事政権のため、トップの大総統府は事実上の政府である。それゆえに、長である大総統の地位は国家元首に等しい。
組織形態として、中央（セントラル）に本部を持ち、東西南北にそれぞれ司令部を置いて国の防衛に当たっている。また、警察権も憲兵として軍部が持ち、憲兵司令部が各地方司令部と同列に扱われている（ただし、一般の憲兵は軍の下位組織の扱いである）。また、重要拠点においてはブリッグズ要塞のように、地方司令部より独立していると思われるような形態を持つ。そして、それらを全て束ねる軍の最高機関として大総統府が存在する。士官学校や国の各錬金術師機関も大総統府直属の扱いとなっている。
軍の階級は順に、大総統 / 将官（大中少准） / 佐官（大中少） / 尉官（大中少） / 准士官（准） / 下士官（曹長・軍曹・伍長）となっている。各組織の総司令官は将官クラスの階級が担う。東方司令部のグラマン中将のように、各部署にある程度の裁量権を認めているところもあれば、ブリッグズ要塞のオリヴィエ少将のように司令官を頂点とする徹底したトップダウン的な形態を成すものもあり、組織の形状については各支部の司令官に任されている。また、イシュヴァール戦でキンブリーが「自らの意思で軍服を着た」と言っていることから、兵士の徴募制度は志願制のようである。
物語の舞台は戦間期をモデルとしているが、軍が使う武器には主に第二次世界大戦後期のドイツ国防軍やベトナム戦争初期のアメリカ軍をモデルにしたと思われる物が登場する。また、歩兵と砲兵が主力兵力だが、極一部では戦車も開発・運用されている。一方で、航空兵力は飛行機が発明されていないために存在せず、気球での写真偵察が細々と行われているのみである。
軍装は青色を基調とする。一般憲兵は黒色であるが、憲兵司令部に勤める士官クラスの軍人は青色である。また、地域によって微妙な差異が見られる。
アメストリス国そのものがホムンクルスたちの目的に沿って建国され、現在の国家体制もホムンクルス（ラース）であるブラッドレイによって、軍事国家化を経てより中央集権的な体制へと編成したものである。また、同時に軍事力の強化と対外侵略を繰り返して領土を拡大した経緯がある。現在は隣国と小競り合いが絶えないとはいえ、対外的には比較的安定しており、軍部の主な役割は国内の治安維持となっている。
軍上層部はホムンクルスたちの策略に咬んでいるとはいえ、ほとんどの軍人は国のために働いている。軍部の横暴・不正とそれに対する国民の不満が時折描写されるものの、総じて国民はその国政を受け入れている。
イシュヴァールの内乱 / イシュヴァール殲滅戦
物語が始まる13年前（1901年）にイシュヴァール地方で起こったイシュヴァール人による内乱。ある軍将校がイシュヴァール人の少女を撃ち殺した事件が発端とされる。
当初、軍部は通常の内乱鎮圧と同じ扱いで対処していたが、1人でアメストリス兵10人に匹敵すると言われる精強なイシュヴァラ教の武僧や、アメストリスの弱小化を狙う隣国アエルゴによる秘密裏の支援などで非常に長引き、その結果、1908年に国家錬金術師を投入しての殲滅戦へと移る。最終的にイシュヴァール全土は完全に軍の管理下に置かれる。
その目的においてイシュヴァール人の全滅が目的であるものの、一部は逃げ出すことに成功しており、アメストリス各地でスラムを形成したり、遺跡や山間部に隠れ住んでいたりしている。一部は内乱の支援者であった隣国のアエルゴに対して亡命を希望し国境に殺到したが、アエルゴ側は亡命要請を無視していた。また、内乱中は軍服用の羊毛の産地ということで、リゼンブールがテロの被害を受けており、イシュヴァール地方外にも広がりがあった。
鎮圧戦から殲滅戦に移行するに当たり、アメストリス国軍内部のイシュヴァール人将兵は兵籍抹消の上で拘束されている。（判明している範囲ではマイルズ少佐のみ例外。）
その真実は、ホムンクルスたちが「血の紋」を刻むために仕組んだことであり、少女を撃ち殺した軍将校もエンヴィーが化けたものであった。
ウィンリィの両親の死や「傷の男」の復讐、殲滅戦にまつわる軍部や国家錬金術師の話、またホムンクルスの目的など、時系列的には過去の話だが、物語に対する影響が大きい出来事である。
不死の軍団
人形に賢者の石のエネルギーを流すことによって動く人造人間。成人男性のような体つきで、体と顔に基盤のような模様がある。本来の場所に眼は無く、額に1つ眼球がある。頭などを失っても動けるなど不死に近いが、再生能力は持たない。相応の身体能力を有するが知能は低く、攻撃方法はもっぱら相手に噛み付いてその肉を喰らうことで、さながらゾンビのようである。軍によって密かに研究され、少なくとも軍上層部は最終的にアメストリス国民の魂を注入することによって自分らの優秀な兵にするつもりでいた。
「約束の日」、軍上層部の1人が反乱への対抗手段として不死の軍団を起動させる。しかし、ろくな実験もせずに全て起動させた結果、完全に暴走して敵味方問わず人間を襲い出し、起動させた将校も真っ先に喰われる。さらに市内の研究所と中央司令部が繋がっていたために第三研究所を経由して「お父様」の元へ乗り込もうとしたエドワードたちが襲われた上に中央司令部にも人形兵がなだれ込み、中央兵や幹部も犠牲になる。
賢者の石になった魂たちが正気を失ったに等しい状態でもあるので知性は皆無であり、眼に入った相手を手当たり次第に喰らう。加えて上述通り頭を破壊されても死なず、身体を一撃で完全に破壊するしか倒す方法がない。オリヴィエたちが統率する中央兵は一体に二人以上であたり、上顎を潰すことでかみ殺されるのを防いだ。
国土錬成陣
アメストリス国に築かれつつある（築かれた）国土全体を利用した巨大な賢者の石の錬成陣。「お父様」らホムンクルスたちの目的であり、そもそもアメストリスを建国した目的でもある。陣の線はスロウスの手による地下トンネルによって築かれ、交点で必要な人の死は、ホムンクルスたちが仕掛けた戦争や紛争などによる大量の人の死で補われていた（「血の紋」）。
その目的は、アメストリス国民全員の魂を賢者の石として取り込むこと。さらに、星そのものを1つの魂と見立ててその「真理の扉」を開き、集めた賢者の石の膨大なエネルギーを利用して、「神」と呼ぶその真理を自らの内に封じ込め、手に入れるためであった。そのため、発動には雌雄を表す太陽と月が交わる日（皆既日蝕）を待つ必要があった。
「約束の日」に「お父様」によって陣は発動し、アメストリス国5000万人分の魂が「お父様」の体内に集められる。しかし、ホーエンハイムは「お父様」の計画を見越しており、自身が「カウンター」と呼ぶ日蝕によって星に写る月の影を円に見立てた錬成陣を発動させ、「お父様」が集めたアメストリス国中の魂を元の人間たちへ戻す。これとその次に発動した「逆転の錬成陣」によって、国土錬成陣は完全に無効化される。
逆転の錬成陣
国土錬成陣の存在に気付いた「傷の男」の兄が用意していた錬成陣。国土錬成陣をベースに錬丹術を上書きすることで賢者の石を中和し、本来はアメストリスの生物の魂を集める錬成陣の効果を、地殻エネルギーを制限なく引き出せるように書き換える。
「約束の日」、「傷の男」と共に決起したイシュヴァール人たちが発動に必要な錬成陣を要所に置き、「傷の男」がブラッドレイとの死闘の後に発動させる。「お父様」との最終対決でエルリック兄弟ら錬金術師たちの大きな戦力源となる。

### その他用語
機械鎧（オートメイル）
この世界特有の義肢。神経系と直接接続することによって普通の手足と同じように動かすことができ、筋電義手に近い。銃器などを内蔵した戦闘用の物も存在する。
この世界ではポピュラーな物であるが、普通の義肢も存在する。機械鎧着用の際には大の大人でも悲鳴をあげるほどの激痛を伴う手術をする必要があり、リハビリには長期間を必要とする（ピナコ曰く、「まともに動けるようになるまで3年」）。手術や機械鎧本体が高価（例としてエドワードの機械鎧の値段は作者曰く「我々の世界ではちょっと高い新車ぐらい」）であることなどから、例え便利であっても従来の義肢を使う者も多い。しかし、隣国との国境戦争や内乱などにより需要は高く、特にイシュヴァール内乱が起こった時は多くの負傷者が出たため、機械鎧の需要が拡大した。ラッシュバレーはこの時に義肢技術を発達させながら急速に大きくなったため、「にわか景気の街」と呼ばれている。
技師の個性や義肢としての役割以外の目的を求める物、また使用場所に合わせて改造した物や武器を内蔵した物など、作中では多種多様な機械鎧が登場する。全身甲冑のアルが機械鎧のフル装備だと思われたことがある。実際には人工臓器などの機能は不可能であり、また中枢神経につなぐこともできない。
真理 / 真理の扉
認知外空間に浮かんでいる扉、もしくはこの空間その物を指す。人体錬成を行うとこの前に飛ばされる。
真っ白な空間にある扉で、表面にセフィロトの樹と思わしき彫刻がなされている。また、扉に描かれている彫刻は人によって違うものとなっている（「お父様」の扉には何も書かれていない）。扉の中には未だ人類が到達していない高度な知識も含めたあらゆる知識（真理）が存在しており、「通行料」を払うことでそれに見合った量の知識を得られる（あるいは得た知識に対して通行料を払う）。真理を見た錬金術師は、自身が構築式を兼ねることによって、手を合わせるだけで錬成が可能となる。
扉の前には透明人間のようなモノがおり、人体錬成を行いやってきた者はまずこれと対面することになる。会話の後、真理の扉が開き、中から確固たる形状を持たないいくつもの腕や目を持ったモノが現れ、術者を扉の中に引き込んでしまう。その後、術者は真理の一部を見ることができるが、見た分に見合った「通行料」として身体の一部もしくは全てを、その透明な存在に持っていかれてしまう（鋼の錬金術師の主要な登場人物の「真理」も参照のこと）。
持っていかれる身体に関しては、単に真理を見る代価としての「通行料」以外に、意味があると考えられている。例えば、子供を錬成しようとしたイズミは内臓を、将来を見据えようとしたマスタングは視力を奪われている。ホーエンハイムは「罪の証」と呼び、「お父様」は人間が思い上がらないよう正しい絶望を与えるものだとしている。「お父様」の推測が正しいとは限らないが、「お父様」は正しい絶望を与える存在と規定したために、最後に自身が「真理の扉」に飛ばされた際、自身の分身である「真理」に「絶望」を与えられている。
「真理の扉」とは全ての人間の内にあり、個々によって本質は異なる。そして、錬金術を使うために必要な要素でもある。また「人」だけではなく1つの生命と見立てた「星」にも扉は存在し、特に「お父様」は「星」の扉の中身の真理を「神」と呼んだ。
「お父様」が作成を試みて失敗している（擬似・真理の扉）。これも真理と同様に現実の空間とは異なる空間だが、扉は無く、闇の中に血の海が際限なく広がっている（詳しくはグラトニーを参照）。
東の賢者・西の賢者
それぞれアメストリス国とシン国に伝わる伝承の人物。それぞれはあくまで個別の伝説に過ぎないが、共通点が多く、両方共に滅んだクセルクセスからやってきた金髪・金目の人物とされている。東の賢者はアメストリスに錬金術の技術を伝え、現在の錬金術の基礎理論を作る。西の賢者もシンに錬金術を伝えるが、古来の錬丹術と合わせることで医療に特化した現在の錬丹術の基礎を作る。
東の賢者とは、ホムンクルス統括者「お父様」であり、西の賢者とはエルリック兄弟の父、ヴァン・ホーエンハイムのことである。
来るべき日（約束の日）
ホムンクルスらが国土錬成陣を発動する日。これを防止したいエルリック兄弟やマスタング組らは「約束の日」と呼んで合言葉にする。

## 舞台

### アメストリス
この物語の舞台となる国。人口5000万人。1558年ごろに建国され、戦争によって徐々に領土を拡大した。現在はほぼ円形に近い形をしており、中央と東西南北の5つのエリアが存在する。主要な機関はセントラルに一極集中している。また、文字表記は英語となっている。
大陸の内陸部に位置し、東西南北それぞれにシン、クレタ、アエルゴ、ドラクマという国と隣接する。ただ、シンとの間には東の大砂漠があるため、厳密に隣接しているとは言い難い。
「アメストリス」という国名の由来は実在した人物で、紀元前ペルシアの王クセルクセス1世の后アメストリスから取られている。また作中に出てくる「クセルクセス」は、この王の名前が由来である。
「お父様」が「星の真理」を得るために建国した国であり、頻発する内外での紛争や領土拡大は全て国土錬成陣の完成のためのものである。
ヨーロッパをモデルにしており、イメージは産業革命期頃のイギリス。

#### 中央（セントラル）
セントラルシティ
アメストリスの首都。国の主要施設ほか、大総統府など軍の主要施設も集中している。その地下にはホムンクルスたちのアジトが存在し、市内各所に地下への入り口が存在する。
大総統府
アメストリス国軍の最高機関で、事実上の官邸。そのちょうど真下が「お父様」の居るホムンクルスのアジトの中枢となっている。
第三研究所
軍の錬金術研究機関の一つ。ホムンクルスらのアジトにつながる地下道が存在する。ラースが誕生した場所でもある。
9巻から10巻にかけて、その地下が第三研究所の戦いの舞台となる。後に、「約束の日」もホムンクルスのアジトへの潜入ルートとして登場する。
第五研究所
軍の錬金術研究機関の一つ。表向きは閉鎖されている。管理責任者はグラン准将。
中央刑務所に隣接し、そこから運ばれた死刑囚やイシュヴァール人を使って賢者の石の錬成などの実験を行っていた。情報を探りに来たエルリック兄弟とバリーら番人との戦いの後、ホムンクルスらによって証拠隠滅のため爆破される。
カナマ
セントラル南部郊外のスラム。

#### 東部
イーストシティ
東部の中心都市。東方司令部所在地。
リオール
教主コーネロが不完全な賢者の石を使った「奇跡の業」で信者を集め、レト教という新興宗教を興していた。エドによりイカサマがばれ、その後「リオールの暴動」が起き、町は壊滅状態となる。暴動鎮圧後は住民によって町の復興が行われる。
ユースウェル
炭鉱町で、東の大砂漠とも隣接する通称「東の終わりの町」。「ユースウェル炭鉱」がある。ヨキ中尉（当時）の圧政に苦しんでおり、町には活気がなかった。しかしエドの活躍により炭鉱の運営権が工夫たちに渡り、ヨキは更迭される。その後、町には活気が戻り、人通りも多くなっていた。
ハイドウ村
軍から逃亡したマルコーが身を潜めていた村。
リゼンブール
エドとアルの生まれ故郷で、牧羊が盛んな小さな村。イシュヴァール内乱時は軍服用羊毛の産地としてテロに遭い、駅前が焼き払われた。春には駅周辺で春の羊祭りが開催される。
イシュヴァール
正確にはイシュヴァール地方。元々イシュヴァール人の住む土地で、彼らの信仰するイシュヴァラ教を認める条件でアメストリスに併合される。後にイシュヴァールの内乱が起こり、殲滅戦によって多くのイシュヴァール人が殺され、町や村は破壊し尽くされた。現在は軍の監視下で外部とは遮断された閉鎖状態に置かれている。

#### 南部
サウスシティ
南部の中心都市。南方司令部所在地。
ラッシュバレー
機械鎧技師の聖地。東部の内乱時に義肢技術を発達させて大きくなり、「にわか景気の谷」とも呼ばれる。
ダブリス
南部の避暑地で、カウロイ湖という観光名所がある。イズミの所在地。
カウロイ湖
ダブリスの近くにある大きな湖。湖の真ん中には、かつてエルリック兄弟が修行した「ヨック島」という、船でしか行けない島がある。

#### 北部
ノースシティ
北部の中心都市。北方司令部所在地。
ブリッグズ / ブリッグズ山
アメストリスの最北部に位置する山脈。ドラクマとの国境線にあたり、「天険」とも呼ばれる。軍の主要拠点として「ブリッグズ要塞」がある。

### その他の国

アメストリスと周辺国の位置関係。

シン
アメストリスの東に位置する大国。50以上の民族を皇帝が治めている多民族国家で世界有数の人口と広大な領土がある。アメストリスとは国交があるが、砂漠を挟んでいるためにさほど交流はない。かつては鉄道で結ばれていたが砂漠化で使えなくなり両国間の移動は困難になった。
本編にはヤオ族とチャン族のみが登場する。モデルは中国。名前の由来は中国史上初の統一王朝である秦と中国最後の統一王朝の清。
シン語の文字には漢字が用いられている。「錬丹術」という独自の医療方面に特化した錬金術が発達している。
なお日本国内版では、シン国の者と分類される登場人物は片言で喋り、語尾などがカタカナ表記になるのが特徴。一方で彼らのみでの会話の際には、吹き出しの文字を横向きにしてシン語による会話を表現している。
皇帝には各民族から首長の娘を一人ずつ娶るという習わしがあるため、皇子皇女も多数おり、国内では次期皇位を巡っての骨肉の争いが問題となっている。皇子皇女といえども、あまりに数が多く、それぞれの母方の一族の勢力差も激しいため、暮らしは兄弟姉妹といえども個々で大きく異なる。皆が皇族らしく暮らせているわけではなく、メイ・チャンは皇女でありながら最下層の生活を送っていた。皇帝に全ての権力が掌握されているため、皇帝からの恩恵を受けられない少数民族の暮らしは悲惨なものとなっている。
クレタ
アメストリスの西に位置する国。アメストリスと小競り合いが絶えず、国境付近で度々戦闘を行い、多数の死者が出ている。
本編ではほとんど触れられなかったが、オリジナルストーリーの劇場版『鋼の錬金術師 嘆きの丘の聖なる星』の中では、アメストリスとクレタとの紛争について触れられる。
アエルゴ
アメストリスの南に位置する国。アメストリスと小競り合いが絶えず、度々戦闘を行っている。イシュヴァール内乱の際にはイシュヴァール人に武器援助をしていた。そうやって武器を渡して戦いを煽っておきながら、内乱が激しくなり殲滅戦となった際には、亡命を希望するイシュヴァール人たちを黙殺し、イシュヴァール人からも恨みを買った。ケイン・フュリーの赴任地での国境紛争の相手国でもある。
本編ではほとんど触れられなかったが、ゲームの「暁の王子」「黄昏の少女」ではアエルゴ人がオリジナルの主要キャラクターとして登場し、内情に触れられた。国王による君主制が敷かれており、王族は「アエルゴ」という国名と同じ姓を名乗っている。王室は徹底した秘密主義で、一般人には王子の年齢や姿形さえ公開されていない。錬金術は個人的に学ぶ者がわずかにいる程度で流通していないが、機械工学の発達が見られ、ロボットのようなものも作られている。機械鎧は存在しない。
ドラクマ
アメストリスの北に位置する国。ロシアがモデルとなっており、軍服は旧ソ連の物と形状が似ている。
「大国ドラクマ」とも呼ばれ、アメストリスとは不可侵条約を結んでいるが、一触即発の状態。国境線上にあるブリッグズ山脈、およびブリッグズ要塞があるために侵攻できないだけで、機会があればいつでもアメストリスへ侵攻できるよう、虎視眈々と狙っている。
キンブリーに唆されてオリヴィエがブリッグズを離れた隙を狙い侵攻するも、無残な結果に終わる（ただし、これは北部地方に「血の紋」を刻むためにホムンクルス一味によって仕組まれたものである。）。
クセルクセス / クセルクセス遺跡
アメストリス - シン間にある東の大砂漠の中にかつて栄えていた王国。奴隷制度があった（ただしホーエンハイムのように実力さえあれば奴隷でも立身出世は可能だった模様）。人口は100万人。「一夜で滅んだ」という伝説がある。ヴァン・ホーエンハイムの出身地。
現在は遺跡となっているが、市街地がオアシスの代わりとなっており、砂漠を渡る旅人の中継地となっている。また、遺跡には内乱から逃れたイシュヴァール人も住み着いていた。
当時の国王が病に冒されたことにより、錬金術を用いて不老不死を求めたが「フラスコの中の小人」（「お父様」）の策略によってホーエンハイムを除く全国民が国土錬成陣によって賢者の石に変えられ、それぞれ半分ずつが「フラスコの中の小人」とホーエンハイムに注がれたことにより一夜で滅んだ。

## 書誌情報

### コミックス
初回特装版も刊行されたものについては「ISBN（初回限定特装版）」に記載。
巻末とカバーを外したコミックス本体には描き下ろしのおまけ漫画が収録されている。またカバーを外したコミックス本体の背表紙には、その巻に収録された話において死亡した人物や生物が昇天する様子が描かれている（ごく一部に例外がある）。
- 荒川弘 『鋼の錬金術師』 エニックス→スクウェア・エニックス〈ガンガンコミックス〉、全27巻

| 巻数 | 初版発行日     | 発売日         | ISBN              | ISBN（初回限定特装版） |
| ---- | -------------- | -------------- | ----------------- | ---------------------- |
| 1    | 2002年2月22日  | 2002年1月22日  | 4-7575-0620-1     | -                      |
| 2    | 2002年6月22日  | 2002年5月22日  | 4-7575-0699-6     | -                      |
| 3    | 2002年10月22日 | 2002年9月21日  | 4-7575-0791-7     | -                      |
| 4    | 2003年2月22日  | 2003年1月22日  | 4-7575-0855-7     | -                      |
| 5    | 2003年7月22日  | 2003年6月21日  | 4-7575-0966-9     | -                      |
| 6    | 2003年11月22日 | 2003年10月22日 | 4-7575-1047-0     | 4-7575-1048-9          |
| 7    | 2004年4月22日  | 2004年3月22日  | 4-7575-1165-5     | 4-7575-1148-5          |
| 8    | 2004年8月22日  | 2004年7月22日  | 4-7575-1230-9     | -                      |
| 9    | 2004年12月22日 | 2004年11月22日 | 4-7575-1318-6     | -                      |
| 10   | 2005年4月11日  | 2005年3月11日  | 4-7575-1386-0     | -                      |
| 11   | 2005年8月22日  | 2005年7月22日  | 4-7575-1496-4     | -                      |
| 12   | 2005年12月22日 | 2005年11月21日 | 4-7575-1573-1     | 4-7575-1549-9          |
| 13   | 2006年4月22日  | 2006年3月22日  | 4-7575-1638-X     | 4-7575-1619-3          |
| 14   | 2006年8月22日  | 2006年7月22日  | 4-7575-1719-X     | 4-7575-1695-9          |
| 15   | 2006年12月22日 | 2006年11月22日 | 4-7575-1812-9     | -                      |
| 16   | 2007年4月22日  | 2007年3月22日  | 978-4-7575-1965-7 | -                      |
| 17   | 2007年9月11日  | 2007年8月11日  | 978-4-7575-2064-6 | -                      |
| 18   | 2008年1月22日  | 2007年12月22日 | 978-4-7575-2175-9 | 978-4-7575-2127-8      |
| 19   | 2008年4月22日  | 2008年3月22日  | 978-4-7575-2237-4 | -                      |
| 20   | 2008年9月22日  | 2008年8月22日  | 978-4-7575-2353-1 | -                      |
| 21   | 2009年1月22日  | 2008年12月22日 | 978-4-7575-2439-2 | -                      |
| 22   | 2009年5月11日  | 2009年4月11日  | 978-4-7575-2538-2 | -                      |
| 23   | 2009年9月12日  | 2009年8月12日  | 978-4-7575-2602-0 | -                      |
| 24   | 2010年1月22日  | 2009年12月22日 | 978-4-7575-2742-3 | -                      |
| 25   | 2010年5月22日  | 2010年4月22日  | 978-4-7575-2840-6 | -                      |
| 26   | 2010年9月12日  | 2010年8月12日  | 978-4-7575-2929-8 | -                      |
| 27   | 2010年12月22日 | 2010年11月22日 | 978-4-7575-3054-6 | -                      |

### 完全版
- 荒川弘 『鋼の錬金術師 完全版』 スクウェア・エニックス〈ガンガンコミックスデラックス〉、全18巻

| 巻数 | 発売日         | ISBN              |
| ---- | -------------- | ----------------- |
| 1    | 2011年6月22日  | 978-4-7575-3279-3 |
| 2    | 2011年6月22日  | 978-4-7575-3280-9 |
| 3    | 2011年7月22日  | 978-4-7575-3286-1 |
| 4    | 2011年7月22日  | 978-4-7575-3287-8 |
| 5    | 2011年8月22日  | 978-4-7575-3325-7 |
| 6    | 2011年9月22日  | 978-4-7575-3367-7 |
| 7    | 2011年10月22日 | 978-4-7575-3390-5 |
| 8    | 2011年11月22日 | 978-4-7575-3411-7 |
| 9    | 2011年12月22日 | 978-4-7575-3439-1 |
| 10   | 2012年1月21日  | 978-4-7575-3478-0 |
| 11   | 2012年2月22日  | 978-4-7575-3505-3 |
| 12   | 2012年3月22日  | 978-4-7575-3522-0 |
| 13   | 2012年4月21日  | 978-4-7575-3554-1 |
| 14   | 2012年5月22日  | 978-4-7575-3592-3 |
| 15   | 2012年6月22日  | 978-4-7575-3623-4 |
| 16   | 2012年7月21日  | 978-4-7575-3663-0 |
| 17   | 2012年8月22日  | 978-4-7575-3692-0 |
| 18   | 2012年9月22日  | 978-4-7575-3729-3 |

### 軽装版
- 荒川弘 『鋼の錬金術師』 スクウェア・エニックス〈ガンガンコミックスリミックス〉、全14巻

| 巻数 | サブタイトル       | 発行日     | ISBN              |
| ---- | ------------------ | ---------- | ----------------- |
| 1    | 二人の錬金術師     | 2009年5月  | 978-4-7575-2555-9 |
| 2    | 賢者の石           | 2009年5月  | 978-4-7575-2556-6 |
| 3    | 天国の扉           | 2009年6月  | 978-4-7575-2559-7 |
| 4    | 王の眼             | 2017年12月 | 978-4-7575-5575-4 |
| 5    | 生贄の羊           | 2017年12月 | 978-4-7575-5576-1 |
| 6    | 名前の無い墓       | 2017年12月 | 978-4-7575-5577-8 |
| 7    | 二人の強欲         | 2018年1月  | 978-4-7575-5612-6 |
| 8    | 背徳の錬金術師     | 2018年1月  | 978-4-7575-5613-3 |
| 9    | 始まりの人造人間   | 2018年2月  | 978-4-7575-5647-8 |
| 10   | フラスコの中の小人 | 2018年2月  | 978-4-7575-5648-5 |
| 11   | 不死の軍団         | 2018年3月  | 978-4-7575-5685-0 |
| 12   | 底無しの強欲       | 2018年3月  | 978-4-7575-5686-7 |
| 13   | 5人目の人柱        | 2018年4月  | 978-4-7575-5706-2 |
| 14   | 最後の戦い         | 2018年4月  | 978-4-7575-5707-9 |

### ノベライズ
| 名称                           | 発売日         | ISBN              |
| ------------------------------ | -------------- | ----------------- |
| 鋼の錬金術師1 砂礫の大地       | 2003年2月28日  | 4-7575-0871-9     |
| 鋼の錬金術師2 囚われの錬金術師 | 2003年9月26日  | 4-7575-1029-2     |
| 鋼の錬金術師3 白い花の舞う谷   | 2004年4月30日  | 4-7575-1198-1     |
| 鋼の錬金術師4 遠い空の下で     | 2004年10月29日 | 4-7575-1315-1     |
| 鋼の錬金術師5 それぞれの絆     | 2005年6月30日  | 4-7575-1471-9     |
| 鋼の錬金術師6 新たなはじまり   | 2007年3月22日  | 978-4-7575-1984-8 |
| 映画ノベライズ「鋼の錬金術師」 | 2017年12月5日  | 978-4-7575-5544-0 |

### ゲームノベルズ
| 名称                                                 | 発売日         | ISBN              |
| ---------------------------------------------------- | -------------- | ----------------- |
| 鋼の錬金術師 翔べない天使                            | 2004年7月30日  | 4-7575-1247-3     |
| 鋼の錬金術師2 赤きエリクシルの悪魔                   | 2004年12月24日 | 4-7575-1345-3     |
| 鋼の錬金術師3 神を継ぐ少女                           | 2005年11月21日 | 4-7575-1570-7     |
| 鋼の錬金術師 FULLMETAL ALCHEMIST 暁の王子-黄昏の少女 | 2010年4月22日  | 978-4-7575-2866-6 |

### ガイドブック・ファンブック
| 名称                                                               | 発売日         | ISBN              |
| ------------------------------------------------------------------ | -------------- | ----------------- |
| 鋼の錬金術師 パーフェクトガイドブック                              | 2003年11月28日 | 4-7575-1092-6     |
| 鋼の錬金術師 パーフェクトガイドブック2                             | 2005年4月28日  | 4-7575-1426-3     |
| 鋼の錬金術師 ハガレン研究所DX                                      | 2004年9月30日  | 4-7575-1270-8     |
| 劇場版 アニメ鋼の錬金術師 シャンバラを征く者 シナリオブック        | 2005年7月22日  | 4-7575-1489-1     |
| 鋼の錬金術師 キャラクターガイド                                    | 2009年5月29日  | 978-4-7575-2574-0 |
| TV ANIMATION 鋼の錬金術師 FULLMETAL ALCHEMIST OFFICIAL GUIDEBOOK   | 2009年8月12日  | 978-4-7575-2638-9 |
| 鋼の錬金術師 パーフェクトガイドブック3                             | 2009年10月10日 | 978-4-7575-2713-3 |
| TV ANIMATION 鋼の錬金術師 FULLMETAL ALCHEMIST OFFICIAL GUIDEBOOK 2 | 2009年12月22日 | 978-4-7575-2740-9 |
| TV ANIMATION 鋼の錬金術師 FULLMETAL ALCHEMIST OFFICIAL GUIDEBOOK 3 | 2010年4月22日  | 978-4-7575-2841-3 |
| TV ANIMATION 鋼の錬金術師 FULLMETAL ALCHEMIST OFFICIAL GUIDEBOOK 4 | 2010年8月12日  | 978-4-7575-2952-6 |
| 鋼の錬金術師 CHRONICLE                                             | 2011年7月29日  | 978-4-7575-3249-6 |
| 鋼の錬金術師 嘆きの丘の聖なる星 OFFICIAL MEMORIAL FANBOOK          | 2012年1月31日  | 978-4-7575-3470-4 |

### 画集・その他
| 名称                                                         | 発売日         | ISBN              |
| ------------------------------------------------------------ | -------------- | ----------------- |
| TVアニメーション 鋼の錬金術師 ART BOOK                       | 2004年6月30日  | 4-7575-1227-9     |
| TVアニメーション 鋼の錬金術師 ART BOOK 2                     | 2004年12月22日 | 4-7575-1330-5     |
| TVアニメーション 鋼の錬金術師 ART BOOK 3                     | 2005年12月22日 | 4-7575-1598-7     |
| TV ANIMATION 鋼の錬金術師 FULLMETAL ALCHEMIS POSTCARD BOOK   | 2009年12月22日 | 978-4-7575-2741-6 |
| TV ANIMATION 鋼の錬金術師 FULLMETAL ALCHEMIS POSTCARD BOOK 2 | 2010年8月12日  | 978-4-7575-2951-9 |
| TV ANIMATION 鋼の錬金術師 FULLMETAL ALCHEMIST 原画集         | 2010年11月22日 | 978-4-7575-3046-1 |
| 鋼の錬金術師 嘆きの丘の聖なる星 原画集                       | 2012年1月31日  | 978-4-7575-3468-1 |
| 荒川弘イラスト集 鋼の錬金術師                                | 2017年9月15日  | 978-4-7575-5497-9 |
| 鋼の錬金術師 4コマ                                           | 2017年11月22日 | 978-4-7575-5521-1 |

### ブックインフィギュア
| 名称                                 | 発売日         | ISBN          |
| ------------------------------------ | -------------- | ------------- |
| 鋼の錬金術師ブックインフィギュアRED  | 2004年12月17日 | 4-7575-1269-4 |
| 鋼の錬金術師ブックインフィギュアBLUE | 2005年8月10日  | 4-7575-1423-9 |

## アニメ
テレビアニメシリーズが2作、アニメ映画が2作ある。いずれもボンズが制作、毎日放送（MBS）とアニプレックスが製作している。
『鋼の錬金術師』
MBS・TBS系列にて2003年10月から2004年10月まで放送。全51話。
原作の連載終了予定が分からない時期に制作されたため、終盤は原作とは異なるアニメ独自のオリジナルストーリーで展開。
『劇場版 鋼の錬金術師 シャンバラを征く者』
2005年7月23日に松竹・東急系にて全国公開。
上記テレビシリーズの最終話のその後を描く2003年版アニメの完結編。

『鋼の錬金術師 FULLMETAL ALCHEMIST』
MBS・TBS系列にて2009年4月から2010年7月まで放送。全64話。
原作に準拠した内容での再アニメ化。2003年版アニメとの混同を避けるため、『鋼FA』と呼称されることがある。

『鋼の錬金術師 嘆きの丘（ミロス）の聖なる星』
2011年7月2日に松竹・東急系にて全国公開。
原作第45話（2009年版アニメ第21話）の時期に起こった物語。西の国境・テーブルシティでの戦いを描く。

## 実写映画
第1作目は2017年12月1日に公開。主演は山田涼介（Hey! Say! JUMP）。完結編となる2部作の『鋼の錬金術師 完結編 復讐者スカー / 最後の錬成』は2022年5月20日と6月24日に連続公開。

## 舞台化
2023年3月、初の舞台化作品が上演予定。タイトルは、舞台『鋼の錬金術師』。主演のエドワード・エルリック役には一色洋平、廣野凌大が約4か月に渡るオーディションの末、ダブルキャストとして抜擢された。脚本・演出は石丸さち子。大阪公演は新歌舞伎座、東京公演は日本青年館ホールにて上演。

## ゲーム

### コンシューマーゲーム
時期によって設定が異なるため、分けて説明する。

#### 2003年から2005年
傾向としては原作よりもアニメ（2003年）のストーリー展開や設定に沿っている（もう1つの劇場版と宣伝された『神を継ぐ少女』など）。しかしながら、当初2003年アニメ版のハイドウ村（マウロのいた村）からセントラルシティへ向かう途中の話とされた第1作『翔べない天使』が、後に第3作「神を継ぐ少女」予約特典ブックレット「PS2鋼の錬金術師大全」で原作の第9話と第10話の間（同じハイドウ村からセントラルシティへ向かう途中である）と説明されたように、時期によって説明が異なる場合もある。また、第2作『赤きエリクシルの悪魔』ではリゼンブールを通り、ゴーレム事件を解決後、終盤のシーンで「翔べない天使」のガンツ・ブレスローが登場している。
ゲームオリジナルキャラクターに関しては、上記のように傾向として2003年のアニメ版に沿うため「鋼の錬金術師の登場人物一覧 (アニメ)」を参照のこと。
- 鋼の錬金術師 翔べない天使（2003年12月25日、PS2、スクウェア・エニックス）
- 鋼の錬金術師2 赤きエリクシルの悪魔（2004年9月22日、PS2、スクウェア・エニックス）
- 鋼の錬金術師3 神を継ぐ少女（2005年7月21日、PS2、スクウェア・エニックス）
- 鋼の錬金術師 ドリームカーニバル（2004年8月26日、PS2、バンダイ〈後のバンダイナムコゲームス〉）
- 鋼の錬金術師 迷走の輪舞曲（ロンド）（2004年3月26日、GBA、バンダイ〈後のバンダイナムコゲームス〉）
- 鋼の錬金術師 想い出の奏鳴曲（ソナタ）（2004年7月22日、GBA、バンダイ〈後のバンダイナムコゲームス〉）
- 鋼の錬金術師 デュアルシンパシー 二人の絆（2005年7月21日、DS、バンダイ（現・バンダイナムコゲームス）[96]

全年齢対象が多いが、『鋼の錬金術師3 神を継ぐ少女』のみCERO12（12歳以上対象）指定となっている。

#### 2009年から2010年
内容としては原作（もしくは2009年のアニメ版）に沿っている。「暁の王子」「黄昏の少女」は前・後編。エルリック兄弟が北部へ向かう（原作16巻）直前のストーリー。
ゲームオリジナルキャラクターに関しては、鋼の錬金術師 FULLMETAL ALCHEMISTを参照のこと。
- 鋼の錬金術師 FULLMETAL ALCHEMIST 暁の王子（2009年8月13日発売、Wii、スクウェア・エニックス）[97]
- 鋼の錬金術師 FULLMETAL ALCHEMIST 黄昏の少女（2009年12月10日発売、Wii、スクウェア・エニックス）[98]
- 鋼の錬金術師 FULLMETAL ALCHEMIST 背中を託せし者（2009年10月15日発売、PSP、バンダイナムコゲームス）[99]
- 鋼の錬金術師 FULLMETAL ALCHEMIST 約束の日へ（2010年5月20日発売、PSP、バンダイナムコゲームス）[100]

全年齢対象の多かった前作に比べて、CERO：B（12才以上対象）以上のものが多くなった。また、「約束の日へ」はCERO：C（15才以上対象）。

## ドラマCD

### コミックCDコレクション
- 鋼の錬金術師 Vol.1 砂礫の大地 - 本作品の声優はエドワード役を皆川純子、アルフォンス役を日下ちひろが担当している。
- 鋼の錬金術師 Vol.2 偽りの光 真実の影
- 鋼の錬金術師 Vol.3 咎人たちの傷跡

### スペシャルドラマCD
- 鋼の錬金術師 霧のオグターレ 前編（月刊少年ガンガン2004年4月号付録）
- 鋼の錬金術師 霧のオグターレ 後編（月刊少年ガンガン2004年5月号付録）
- 鋼の錬金術師 天上の宝冠 前編（月刊少年ガンガン2004年11月号付録）
- 鋼の錬金術師 天上の宝冠 後編（月刊少年ガンガン2004年12月号付録）
- 鋼の錬金術師 流星計画 前編（月刊少年ガンガン2009年2月号付録）
- 鋼の錬金術師 流星計画 後編（月刊少年ガンガン2009年3月号付録）

## モバイル
壁紙アプリ
- 鋼の錬金術師 Gallery（2010年11月4日発売、iPhone/iPod touch、スクウェア・エニックス）[101]

ゲームアプリ
- 鋼の錬金術師FULLMETAL ALCHEMIST（2011年6月28日配信、Mobage、ディー・エヌ・エー/アニプレックス）[102]。

現在はサービス終了。
- 鋼の錬金術師 FA THE CARD（2012年6月28日配信、Mobage、ディー・エヌ・エー/アニプレックス）[103]。

2013年10月30日にサービス終了。
- 鋼の錬金術師 MOBILE（2022年8月4日配信[104]、iOS / Android、スクウェア・エニックス）[105]

2024年3月29日サービス終了。

## その他のメディアミックス

### パロディ・オマージュ
超こち亀
『こちら葛飾区亀有公園前派出所』の連載30周年を記念して発行された本。この中で荒川弘が、「錬金術とは何か？」を懇々と説明するエドと、錬金術で金を作ってほしいとせがむ両津勘吉との会話を描く、1ページの作品を寄稿している。
半熟英雄4 〜7人の半熟英雄〜
パロディ色の強いRPGシリーズの4作目で、エルリック兄弟をネタにした「タガメの錬金術師」が登場する。パロディに際して原作者および版権元から許可が出ており、声優名も「朴璐美」「釘宮理恵」とわざわざ発表している。
猫物語（白）
登場人物の1人である戦場ヶ原ひたぎが本作品のファンという設定であり、彼女の教科書にエド、アル、ロイの落書きが書かれている。なお、当該シーンがアニメ化された際には、スタッフロールに「協力『鋼の錬金術師』荒川弘」とクレジットされている。
絶園のテンペスト
BD/DVDを対象店舗にて購入した者に先着で「スクウェア・エニックス作家陣応援コラボイラストポストカードセット」がプレゼントされたが、そのうちのBD/DVD完全生産限定版第2巻の購入特典として本作品のイラストが提供されている。

### ネット上でのタイアップ
ちぷやタウン
メディアグルーヴ社のソーシャルネットワーキングサービス。タイアップした利用者のアバター衣装が入手可能だった。
メイプルストーリー
ネクソン社のオンラインゲームとタイアップし、外見がそっくりなキャラクターアイテム、作中に登場する衣装や小物などをプレイヤー用装備として第1弾が2010年3月31日から同年5月26日、第2弾が2010年4月28日から同年5月26日までの期間限定アイテムとして入手できた。2011年7月にも映画とタイアップした。
マビノギ
ネクソン社のオンラインゲームとタイアップし、外見がそっくりなキャラクターアイテム、作中に登場する衣装や小物などをプレイヤー用装備として2010年11月24日から同年12月21日までの期間限定アイテムとして入手できた。
アラド戦記
ネクソン社のオンラインゲームとタイアップし、外見がそっくりなキャラクターアイテム、作中に登場する衣装や小物などをプレイヤー用装備として2011年7月13日から同年8月10日までの期間限定アイテムとして入手できた。
アットゲームズ
ジークレスト社のオンラインゲームポータルサイトとタイアップし、キャラクターが登場したり、外見がそっくりなキャラクターアイテムが2011年10月25日から3度にわけて期間限定で催された。
ケリ姫スイーツ
ガンホー・オンライン・エンターテイメント社のスマートフォン用ゲームとタイアップし、コラボキャラクターが入手できたり、コラボステージが用意され2015年3月30日から4月13日まで催された。2015年12月28日から2016年1月12日にかけて新たなメンバーを加え再コラボした。
ディバインゲート
ガンホー・オンライン・エンターテイメント社のスマートフォン用ゲームとタイアップし、ユニットとしてキャラクターが入手できるコラボスクラッチや、クリアするとキャラクターが入手できるミッションが用意されたり、コラボボス・ゲリラボスとしてキャラクターが登場した。期間は2015年10月9日から10月23日にかけてのコラボレーション。
フルボッコヒーローズX
ドリコム社とサイバーコネクトツー社のスマートフォン用ゲームとタイアップし、討伐クエストや、キャラクターが入手できるコラボガチャが入手できたりした。期間は2015年11月16日から12月16日にかけてのコラボレーション。
サウザンドメモリーズ
アカツキ社のスマートフォン用ゲームとタイアップし、キャラクターが登場するガチャやイベントが行われた。期間は2016年3月16日から3月31日にかけてのコラボレーション。
ポコロンダンジョンズ
グレンジ社のスマートフォン用ゲームとタイアップし、ガチャモンスターとしてキャラクターが入手できたり、襲来クエストのボスとしてキャラクターが起用された。期間は2016年3月25日から4月11日にかけてのコラボレーション。2017年4月に第2弾を実施。
天空のクリスタリア
サイバーエージェント社のスマートフォン用ゲーム・PC用オンラインゲームとタイアップし、コラボレーションイベントが行われたり、限定カードなどが入手できた。期間は2016年3月31日から4月9日にかけてのコラボレーション。
サモンズボード
ガンホー・オンライン・エンターテイメント社のスマートフォン用ゲームとタイアップし、スペシャルダンジョンや敵、それをクリアしたりコラボガチャでキャラクターが入手できた。期間は2016年5月10日から5月24日にかけてのコラボレーション。2017年5月11日から2017年5月25日にかけて第2弾が実施。
HEAVENSTRIKE RIVALS
スクウェア・エニックス社のスマートフォン用ゲームとタイアップし、ユニットとしてキャラクターが入手できるコラボガチャや、コラボイベントクエスト、コラボレイドイベントなどが開催された。期間は2016年5月25日から6月1日にかけてのコラボレーション。
インペリアル サガ
スクウェア・エニックスのパソコン用ゲームとタイアップし、キャラクターが入手できるコラボガチャなどが開催された。期間は2016年7月28日から8月4日にかけてのコラボレーション。
12オーディンズ
enish社のスマートフォン用ゲームとタイアップし、キャラクターのアバターの装備品（アニマ）が入手できるコラボガチャや、限定ミッション、限定ステージなどが開催された。期間は2016年8月16日から8月30日にかけてのコラボレーション。2017年8月に再開催。
アヴァベルオンライン
アソビモ社のオンラインゲームとタイアップし、コラボ専用ダンジョンや、アバターやペットなどが入手できたりした。期間は2016年9月27日から10月20日にかけてのコラボレーション。
エレメンタルストーリー
Studio Z社のスマートフォン用ゲームとタイアップし、ガチャやイベントに登場しキャラクターが入手可能だったり、おみくじが引けたりした。期間は2016年11月15日から12月1日にかけてのコラボレーション。
LINE レンジャー
LINE社のスマートフォン用ゲームとタイアップし、ガチャでアイテムが入手できたり、スペシャルステージなどが行われた。期間は2016年12月1日から12月31日にかけてのコラボレーション。
ぐるぐる召喚マジカルギア
ファンプレックス社のスマートフォン用ゲームとタイアップし、ログインボーナスやガチャ、イベント報酬でキャラクターが入手できた。期間は2017年1月30日から2月20日にかけてのコラボレーション。
神獄のヴァルハラゲート
グラニ社のスマートフォンおよびフィーチャーフォン用ゲームとタイアップし、コラボクエストやコラボ限定カード、イベント特典などが行われた。期間は2017年3月26日から3月26日にかけてのコラボレーション。
ナイツクロニクル
Netmarble Games社のスマートフォン用ゲームとタイアップし、コラボガチャや降臨ダンジョン、イベントミッション、ログインボーナスが行われた。期間は2017年4月5日から4月24日にかけてのコラボレーション。2018年1月に第2弾を実施。
ヴァルキリーアナトミア -ジ・オリジン-
スクウェア・エニックス社のスマートフォン用ゲームとタイアップし、キャラクターが登場するイベントシナリオなどが行われた。期間は2017年5月8日から6月5日にかけてのコラボレーション。
クラッシュフィーバー
ワンダープラネット社のスマートフォン用ゲームとタイアップし、コラボガチャ、コラボ襲来クエストなどが行われた。期間は2017年5月22日から5月29日にかけてのコラボレーション。2018年4月に新要素を含む復刻を実施。
戦乱のサムライキングダム
マイネットゲームス社のスマートフォン用ゲームとタイアップし、コラボキャラクター、コラボ強化素材、コラボエリア、ガチャなどが行われた。期間は2017年7月7日から7月28日にかけてのコラボレーション。
モンスターストライク
ミクシィ社のスタジオXFLAGのスマートフォン用ゲームとタイアップし、キャラクターが入手可能だったりゲーム内画面やBGMがコラボ仕様になるなどした。期間は2017年7月14日から8月2日にかけてのコラボレーション。2023年2月に第2弾を実施。
ぼくとドラゴン
イグニス社のスマートフォン用ゲームとタイアップし、キャラクターがガチャのコラボボーナスの特等で入手できたり、スカウトラッシュの報酬として入手できるなどした。2017年9月14日から9月27日にかけてのコラボレーション。
誰ガ為のアルケミスト
Fuji&gumi Games社のスマートフォン用ゲームとタイアップし、ボイス付きのオリジナルストーリーイベントやユニットキャラクター、アイテム・武具が入手できるなどした。2017年10月26日から11月24日にかけてのコラボレーション。2018年12月に新要素を含む復刻を実施。
パズル&ドラゴンズ
ガンホー・オンライン・エンターテイメント社のスマートフォン用ゲームとタイアップし、キャラクターが入手できるガチャやダンジョンが登場した。2017年11月27日から12月11日にかけてのコラボレーション。2018年10月に復刻を実施。
消滅都市2
Wright Flyer Studios社のスマートフォン用ゲームとタイアップし、特別クエストやキャラクターが入手できるガチャが登場した。2017年12月15日から2018年1月4日にかけてのコラボレーション。
BRAVELY DEFAULT FAIRY'S EFFECT
スクウェア・エニックス社のスマートフォン用ゲームとタイアップし、コラボなりきり装備が登場した。2018年5月14日から5月31日にかけてのコラボレーション。
ユニゾンリーグ
エイチーム社のスマートフォン用ゲームとタイアップし、クエストやキャラクターのカードは入手できた。2018年8月22日から9月12日にかけてのコラボレーション。
逆転オセロニア
ディー・エヌ・エー社のスマートフォン用ゲームとタイアップし、コラボキャラクターの駒や、ストーリーイベントなど行った。2018年10月5日から10月16日にかけてのコラボレーション。
文豪とアルケミスト
DMM GAMES社のブラウザゲームとタイアップし、ボイス付きのイベントシナリオや、コラボ召装のイラストや衣装などになった。2018年10月17日から10月31日にかけてのコラボレーション。
モンスターハンター エクスプロア
カプコン社のスマートフォンとタブレット向けゲームとタイアップし、キャラクターのコラボ装備やコラボモンスターなどが用意された。2018年12月18日から12月25日にかけてのコラボレーション。
クリスタル オブ リユニオン
gumi社のスマートフォンとタブレット向けゲームとタイアップし、キャラクターが入手できたりコラボボスなど用意された。2019年4月8日から4月28日にかけてのコラボレーション。
ドラゴンエッグ
ルーデル社のスマートフォン用ゲームとタイアップし、コラボガチャやコラボイベントクエストなどでキャラクターが用意された。2019年5月24日から6月07日にかけてのコラボレーション。
ファイナルファンタジー ブレイブエクスヴィアス
スクウェア・エニックス社のスマートフォン用ゲームとタイアップし、コラボユニットやレイドイベントに起用された。2019年11月21日から11月30日にかけてのコラボレーション。2020年12月に新要素を含む復刻を実施。
モンスターコレクト〜時空を旅する冒険記〜
SNSエンターテインメント社のスマートフォン用ゲームとタイアップし、コラボイベントの報酬でキャラクターが入手できたり衣装や背景といったアイテムなどが用意された。期間は2020年9月18日から10月2日にかけてのコラボレーション。
7人の賢者と錬金術師
ポチスタジオ社のスマートフォン用ゲームとタイアップし、コラボガチャや討伐対象にキャラクターが起用された。期間は2020年11月1日から11月16日にかけてのコラボレーション。
ラストクラウディア
アイディス社のスマートフォン用ゲームとタイアップし、コラボガチャやコラボイベントクエストなどでキャラクターが用意された。期間は2021年7月15日から7月29日にかけてのコラボレーション。
とある魔術の禁書目録 幻想収束（イマジナリーフェスト）
スクウェア・エニックス社のスマートフォン用ゲームとタイアップし、コラボガチャやコラボイベントクエストなどでキャラクターが用意された。期間は2022年11月12日から11月24日にかけてのコラボレーション。

## 作品の評価・受賞歴
- 2004年 平成16年度（第8回）文化庁メディア芸術祭マンガ部門審査委員会推薦作品[110]
- 2004年 第49回小学館漫画賞少年向け部門[111]
- 2006年 文化庁メディア芸術祭10周年記念アンケート企画 日本のメディア芸術100選 マンガ部門2000年代1位、総合4位[112][113][114]
- 2006年 第5回東京アニメアワード原作賞[115]
- 2007年 平成19年度（第11回）文化庁メディア芸術祭マンガ部門審査委員会推薦作品[116]
- 2011年 第15回手塚治虫文化賞新生賞[117]
- 2011年 第42回星雲賞コミック部門[118]
- 2020年 「私を構成する5つのマンガ」1位[119]